# Werner
För andra betydelser, se Werner (olika betydelser).
Werner, även skrivet Verner och Värner, är ett namn, som används både som för- och efternamn. Som förnamn är det ett mansnamn. Det har tyskt ursprung.
Det finns flera tolkningar av betydelsen. Enligt en förklaring är namnet bildat av namnet på folkslaget varner och ett ord som betyder krigare. Enligt en annan tolkning är betydelsen ungefär beskyddare.
Som mest populärt var namnet kring början av 1900-talet. 31 december 2005 fanns det totalt 10 023 personer i Sverige med namnet Verner eller Werner varav 1 097 med det som tilltalsnamn. År 2003 fick 56 pojkar namnet, varav 4 fick det som tilltalsnamn.
Namnsdag i Sverige: 17 augusti. I den finlandssvenska namnsdagslängden har Verner namnsdag 17 augusti sedan starten 1929, då en egen namnsdagskalender togs i bruk för finlandssvenskar.

## Verner/Werner som förnamn
- Verner Andersson, politiker, bondeförbundet
- Verner Arpe, skådespelare
- Werner Aspenström, författare, ledamot av Svenska Akademien
- Werner Best, tysk jurist och nazistisk politiker
- Werner Bischof, schweizisk fotograf
- Werner von Blomberg, tysk generalfältmarskalk
- Verner Boström, poet
- Wernher von Braun, tysk uppfinnare och forskare
- Werner Braune, tysk jurist
- Werner Egk, tysk kompositör
- Werner Erhard, amerikansk författare, utbildare
- Verner Edberg, skådespelare
- Rainer Werner Fassbinder, tysk filmregissör
- Werner Faymann, österrikisk politiker, förbundskansler 2008–2016
- Werner von Fritsch, tysk generalöverste
- Verner Hedlund, fattigvårdskonsulent och politiker (S)
- Verner von Heidenstam, författare, poet, nobelpristagare 1916
- Werner Heisenberg, tysk fysiker, nobelpristagare 1932
- Werner Herzog, tysk filmregissör
- Verner Karlsson, trombonist
- Verner Karlsson (politiker), gruvarbetare och riksdagsman, socialdemokrat
- Verner Karlsson i Vätö, stenhuggare och riksdagsman, socialdemokrat
- Verner Lagesson, friidrottare
- Verner Lindblom, historiker [3]
- Werner March, tysk arkitekt
- Werner Mohrig, tysk entomolog
- Verner Molin, konstnär
- Verner Oakland, skådespelare
- Verner Panton, dansk inredningsdesigner och färgteoretiker
- Värner Rydén, politiker (S), statsråd
- Werner von Siemens, tysk uppfinnare
- Verner Söderkvist, överlärare och politiker (S), riksdagsman
- Verner Tallqvist, finländsk nationalekonom
- Verner Thaysen, dansk skådespelare
- Verner Thomé, finländsk målare
- Werner Vögeli, schweizisk-svensk kock
- Verner Åström, svensk filosof och filantrop

## Personer med efternamnet Werner eller med varianter av detta namn

### A
- Abraham Gottlob Werner (1749–1817), tysk mineralog och geolog
- Adam Werner (född 1997), svensk ishockeymålvakt
- Alfred Werner (1866–1919), schweizisk kemist
- Alfred Werner (politiker) (1885–1947), svensk politiker, socialdemokrat
- Anshelm Werner (1840–1903), svensk läkare
- Anton von Werner (1843–1915), tysk målare
- Arnold Werner (1895–1979), svensk präst
- Arthur Werner (1877–1967), överborgmästare i Berlin

### B
- Bertil Werner (1933–2023), svensk jurist
- Boel Werner (född 1965), svensk författare och illustratör
- Brita Werner  (1904–1978), svensk sångerska och skådespelare

### C
- Carl Werner (1879–1967), svensk teckningslärare
- Carl Werner (konstnär) (1808–1894), tysk målare
- Carl Ludvig Werner (1894–1946), svensk jurist
- Casper Verner-Carlsson (född 1956), svensk författare och översättare
- Curt Werner (1905–1999), svensk byrådirektör

### D
- Donovan Werner (1902–1988), svensk företagare

### E
- Elis Werner (1877–1947), svensk arkitekt och konstnär
- Erik Werner, flera personer
  - Erik Werner (militär) (1864–1913), svensk överste
  - Erik Werner (ämbetsman) (1901–1969), svensk landssekreterare

### F
- Finn Werner (född 1930), svensk militär
- Fredric Werner (1780–1832), svensk målare och tecknare

### G
- Georg Werner (1589–1643), tysk präst och psalmförfattare
- Georg Werner (simmare) (1904–2002), svensk simmare
- Gotthard Werner (1837–1903), svensk historiemålare
- Gunnar Werner (1931–2021), svensk arkitekt
  - Gunnar Werner (företagsledare) (1905–1995), svensk företagsledare
  - Gunnar Werner (officer) (1875–1942), svensk militär
- Gunnel Werner (1941–2020), svensk journalist
- Gustaf Werner (1859–1948), svensk affärsman och donator
- Göran Werner (född 1965), svensk  låtskrivare och producent
- Gösta Werner, flera personer
  - Gösta Werner (konstnär) (1909–1989), svensk konstnär
  - Gösta Werner (regissör) (1908–2009), svensk regiissör

### H
- Henrik (Heinrich) Werner (död 1702), svensk bildhuggare och målare
- Henrik Werner (död 1702), svensk bildhuggare och målare
- Henrik Werner (1790–1849), tyskfödd svensk läkare
- Hildegard Werner (1834–1911), svensk musiker och journalist
- Hilder Werner (1841–1913), svensk teckningslärare, skriftställare,, målare och tecknare
- Hilding Werner (1880–1944), svensk konstnär

### I
- Ida Werner (1809–1870), svensk målare
- Ilse Werner  (1921–2005), nederländsk-tysk skådespelare
- Ivar Werner (1923–2004), svensk läkare, professor i geriatrik

### J
- Jacob Werner (1718–1767), svensk juvelerare, gravör och ritlärare
- Jack Werner (född 1989), svensk journalist och debattör
- Jan Werner (1946–2014), polsk friidrottare
- Jan Verner-Carlsson (född 1955), svensk författare och översättare
- Jeff Werner (född 1961), svensk konstvetare
- Johan Werner, flera personer
  - Johan Werner d.y. (omkring 1630–1691), svensk bildhuggare
  - Johan Henrik Werner (död 1735), svensk boktryckare
  - Johan Johansson Werner  (omkring 1600–1656), svensk konstnär och byggmästare

### K
- Karl Werner, flera personer
  - Karl Verner (1846–1896), dansk språkvetare
  - Karl Werner (teolog) (1821–1888), österrikisk katolsk kyrkohistoriker
- Karl Fredrik Werner (1830–1905), svensk personhistoriker
- Katarina Werner Lindroth (född 1959), svensk skådespelare och regissör
- Kjell Werner (1920–2020), svensk militär och arkeolog

### L
- Lambert Werner (1900–1983), svensk skulptör, målare och tecknare
- Lars Werner (1935–2013), svensk politiker, vänsterpartist
- Lasse Werner (1934–1992), svensk jazzmusiker, pianist och kompositör

### M
- Marco Werner (född 1966), tysk racerförare
- Margit Verner (aktiv 1931–1932), svensk längdhoppare
- Marianne Werner (född 1924), tysk friidrottare
- Mats Werner (född 1953), svensk fotbollsspelare
- Mimi Werner (född 1990), svensk sångerska
- Morten Werner (född 1949), norsk företagsledare
- Mårten Werner (1918–1992), svensk präst och politiker, moderat

### O
- Oscar Werner (1871–1953), svensk ingenjör och museiföreståndare
- Oscar Werner (politiker) (1889–1970), bondeförbundare
- Oskar Werner (1922–1984), österrikisk skådespelare
- Otto Werner (1879–1936), tysk läkare, gav namn till Werners syndrom

### P
- Patrik Werner (född 1976), svensk fotbollsspelare och sportchef
- Paul Werner (1900–1970), tysk jurist och SS-man
- Per Werner (1870–1955), svensk ingenjör
- Per Verner-Carlsson (1925–2004), svensk regissör
- Pierre Werner (1913–2002), luxemburgsk politiker

### R
- Ragnar Werner (1883–1958), svensk direktör, militär och flygpionjär
- Richard Werner (född 1967), tysk-engelsk nationalekonom
- Richard Maria Werner (1854–1913), österrikisk litteraturhistoriker

### S
- Sarah Juel Werner (född 1992), dansk skådespelare
- Sture Werner (1908–1989), svensk geofysiker
- Sven Werner, flera personer
  - Sven Werner (fysiker) (1898–1984), dansk professor
  - Sven Werner (militär) (1919–1999), svensk överste
  - Sven Werner (ingenjör) (född 1952), svensk professor i energiteknik
- Sven-Eric Werner (1903–1974), svensk tandläkare och tecknare

### T
- Timo Werner (född 1996), tysk fotbollsspelare
- Tommy Werner (född 1966), svensk simmare
- Tore Werner (1910–1998), svensk sångare och musiker

### Y
- Yvonne Maria Werner (född 1954), svensk historiker, professor

### Z
- Zacharias Werner (1768–1823), tysk poet och dramatiker